# 完全走破!上野〜札幌寝台特急北斗星の旅
『完全走破!上野〜札幌寝台特急北斗星の旅』（かんぜんそうは うえのさっぽろしんだいとっきゅうほくとせいのたび）は、1988年9月20日深夜、フジテレビが「JOCX TV2」で放映した展望ビデオのテレビ番組である。

## 概要
寝台特急北斗星の運転台からの走行映像を全線にわたって収録し、3倍速～2倍速の映像として2時間番組にしたものである。手法としては、1987年10月に放送された「完全走破!日本縦断2002キロ高速道路の旅」と同様である。
映像で使われた列車は上野16:50発の「北斗星1号」、青森以北は「北斗星3号」である。
本放送時は、前番組の野球中継が延長になった影響で、予定より30分ほど遅れての放送となった。
再放送
2008年1月13日深夜、19年ぶりにフジテレビ739にて再放送されて以降、同チャンネル「フジテレビ深夜番組プレイバック」にて月1 - 2回のペースで再放送されている。また、2008年4月8日 20:40 - 22:30には、「SWALLOWS BASEBALL L!VE2008」が雨天中止となった雨傘番組として放送された。
2016年3月14日には、フジテレビ系列以外では初めてチャンネルNECOにて再放送された。

## 映像内容
寝台特急「北斗星」の機関車にカメラを設置することで前方からの車窓風景を上野駅から札幌駅まで全区間にわたって収録し、ビデオテープを早回しして編集した記録番組である。時間の都合でカットされた区間があった高速道路の旅とは異なり、全線の映像が通して放映された。
番組全体を通じてナレーションは一切無い。全編に渡りBGMが音声多重放送で放送され、主音声では1970年代を中心とした洋楽のヒットメドレーが、副音声では1970年代の歌謡曲が流れる構成は前作と同じである（「高速道路の旅」ではいずれも1960年代）。なお、フジテレビ739での放送は音声多重放送（モノラル2重音声）ではなく、フジテレビ721で放送している「F1グランプリ」と同じ、第2音声を使った放送（いわゆるステレオ2音声放送、洋楽が第1音声、歌謡曲が第2音声）である。
映像内容
駅に到着する毎に駅名と到着時刻が画面下に表示される。
16:50、上野駅を出発した「北斗星1号」は京浜東北線と並走しながら北上、埼玉県、茨城県を通過し栃木県に入る頃には日没を迎え、通常のカメラの感度では景色が見えにくくなってきたところで宇都宮駅、さらに矢板駅付近でカメラの感度を上げて行き、ギリギリまで周りの景色が見られるように工夫されていた。前作の「高速道路」と異なり夜中も走り続けるため、その後は真っ暗な中を並行する道路の様子が辛うじて分かる程度の映像が流れ続ける。なお真っ暗な間はビデオテープをさらに早回しし、何も見えない時間を極力短くする配慮もなされていた。
福島駅出発後に北斗星の編成紹介の映像が画面中央に表示され、仙台駅直前まで続く。仙台駅着で初のCMが入り、仙台駅出発後に今度は食堂車「グランシャリオ」のメニュー映像が画面中央に紹介（こちらは一ノ関駅着よりかなり早く終わる）されるなど、真っ暗な映像でも視聴者を飽きさせない配慮がされていた。
ひたすら北上を続け宮城県、岩手県を通過し2:03に青森駅に到着。青森駅では機関車交換（EF81→ED79）の連結作業の映像が入る。そしてここからは1号ではなく3号にカメラを搭載しての旅となる。
青森駅を出発し、津軽線、海峡線と進んで行き青函トンネルに入る直前で2度目のCMになる。CMが明けて青函トンネルに入り、トンネル内では「竜飛海底駅（ここから海底部分）」「海面下（最深部）240m通過」「吉岡海底駅（ここから北海道）」のテロップが表示され、トンネルを出たところで夜明けを迎える。しばらくすると周りの景色が見えるようになり、朝日の中を進みながら函館駅に到着。再び機関車付け替え（ED79→DD51重連）の映像が放映される。尚、この時には青函連絡船への引き込み線の一部も映っていた（旧駅舎時代で、連絡船廃止後半年しか経っていなかった為）。
函館駅を出発、大沼公園駅を経由し八雲駅を出発後、内浦湾に沿うところで3度目のCMになる。その後も北海道ならではの雄大な車窓風景が広がり、雨が降り出した終点・札幌駅に到着。現在とは違い、まだ高架化されていない。
札幌駅到着後、北斗星1,214キロの旅が終わったことを告げるテロップが流れ、EF8181号機が牽引する北斗星の編成が走り去る映像で終了する。

## 運転区間・路線
北斗星は上野駅 - 札幌駅間を結んでいるが、以下の路線（放映当時）を通って運転されている。
- 東北本線
上野駅 - 青森駅
- 津軽線
青森駅 - 新中小国信号場
- 海峡線
新中小国信号場 - 木古内駅
- 江差線
木古内駅 - 五稜郭駅
- 函館本線
五稜郭駅 - 函館駅 - （大沼公園駅経由）長万部駅
- 室蘭本線
長万部駅 - 沼ノ端駅
- 千歳線
沼ノ端駅 - 白石駅
- 函館本線
白石駅 - 札幌駅

## スタッフ
- 企画：石川泰平（フジテレビ）
- プロデュース：大黒章弘・星田良子
- 編集：藤原広正・鈴木信義
- オフライン編集：飯塚守
- タイトル：川崎利治
- 音響効果：濱田淑子
- ミキサー：蛯原浩彦
- 制作補：船津浩一
- TK：関仁美
- 演出：河野圭太
- 映像著作：東日本旅客鉄道（JR東日本・本州区間）・北海道旅客鉄道（JR北海道・北海道区間）
- 制作協力：共同テレビ
- 制作著作：フジテレビ

## 収録曲一覧
番組OP曲はT-SQUAREの「CRISIS」を編集して使用している。

### 洋楽
現時点で確認できている収録曲全34曲を放送順に列挙。左は曲名（原題 / 邦題）、右の（　）内はアーティスト名。駅名は放送当時のもの。
1. 25 or 6 to 4 / 長い夜[3]（シカゴ）：上野駅 - 大宮駅付近
2. Cecilia / いとしのセシリア（サイモン&ガーファンクル）：大宮駅 - 東鷲宮駅
3. You're So Vain / うつろな愛（カーリー・サイモン）：東鷲宮駅 - 宇都宮貨物ターミナル駅付近
4. You're Sixteen / ユア・シックスティーン（リンゴ・スター）：宇都宮貨物ターミナル駅 - 宝積寺駅
5. My Love / マイ・ラヴ（ポール・マッカートニー&ウイングス）：宝積寺駅 - 白坂駅付近
6. Please Mr.Postman / プリーズ・ミスター・ポストマン（カーペンターズ）：白坂駅 - 五百川駅
7. Everybody's Talkin' / うわさの男[4]（ハリー・ニルソン）：五百川駅 - 伊達駅
8. Killing Me Softly With His Song / やさしく歌って[注 1]（ロバータ・フラック）：伊達駅 - 仙台駅
9. Tie a Yellow Ribbon Round The Ole Oak Tree / 幸せの黄色いリボン（トニー・オーランド&ドーン）：仙台駅 - 平泉駅付近
10. en:Roundabout / ラウンド・アバウト[注 2]（イエス）：平泉駅 - 古館駅付近
11. Your Song / 僕の歌は君の歌（エルトン・ジョン）：古館駅 - 小繋駅付近
12. en:It's Too Late / イッツ・トゥー・レイト（キャロル・キング）：小繋駅 - 三沢駅付近
13. Hotel California / ホテル・カリフォルニア[注 3]（イーグルス）：三沢駅 - 青森駅
14. The Hustle / ザ・ハッスル[注 2][注 3]（ヴァン・マッコイ&ソウル・シティ・シンフォニー）：青森駅 - 中沢駅付近
15. en:Saturday Night / サタデイ・ナイト[注 1]（ベイ・シティ・ローラーズ）：中沢駅 - 津軽今別駅付近
16. Take a Chance On Me / テイク・ア・チャンス（ABBA）：津軽今別駅 - 木古内駅付近
17. Dancing Queen / ダンシング・クイーン[注 3]（ABBA）：木古内駅 - 茂辺地駅付近
18. Right as Rain / 優しい雨のように（ザ・バンド）：茂辺地駅 - 函館駅
19. Because the Night / ビコーズ・ザ・ナイト[注 2]（パティ・スミス・グループ）：函館駅 - 五稜郭駅付近
20. Fantasy / 宇宙のファンタジー[注 3]（アース・ウィンド・アンド・ファイアー）：五稜郭駅 - 大沼公園駅付近
21. Stayin' Alive / ステイン・アライヴ[注 3]（ビージーズ）：大沼公園駅 - 桂川駅付近
22. en:That's the Way (I Like It)/ ザッツ・ザ・ウェイ（en:KC and the Sunshine Band）：桂川駅 - 八雲駅付近
23. Le Freak / おしゃれフリーク[注 1][注 2]（シック）：八雲駅 - 北豊津駅付近
24. en:Breakfast in America / ブレックファスト・イン・アメリカ（スーパートランプ）：北豊津駅 - 長万部駅付近
25. en:99 / ナインティ・ナイン[注 2]（TOTO）：長万部駅 - 豊浦駅付近
26. en:Holidays in the Sun / さらばベルリンの陽[注 2]（セックス・ピストルズ）：豊浦駅 - 長和駅付近
27. Layla / いとしのレイラ[注 2]（デレク・アンド・ザ・ドミノス）：長和駅 - 本輪西駅
28. en:Get It On / ゲット・イット・オン[注 2]（T・レックス）：本輪西駅 - 登別駅
29. Can't Stand Losing You / キャント・スタンド・ルージング・ユー（ポリス）：登別駅 - 萩野駅付近
30. en:Dream Police / ドリーム・ポリス[注 2]（チープ・トリック）：萩野駅 - 苫小牧駅
31. en:The Things We Do For Love / 愛ゆえに（10cc）：苫小牧駅 - 千歳空港駅付近
32. en:You Are So Beautiful / ユー・アー・ソー・ビューティフル（en:Tanya Tucker / タニア・タッカー）：千歳空港駅 - 島松駅付近
33. Just The Way You Are / 素顔のままで[注 2][注 3]（ビリー・ジョエル）：島松駅 - 白石駅付近
34. (Just Like) Starting Over / スターティング・オーヴァー[注 2]（ジョン・レノン）：白石駅 - 札幌駅

### 邦楽
現時点で確認できている収録曲全38曲を放送順に列挙。左は曲名、右の（　）内はアーティスト名である。
主音声の洋楽と違って、ほぼ年代順に構成されている。
1. どうにもとまらない[注 3]（山本リンダ）
2. 恋狂い（奥村チヨ）
3. 走れコウタロー[注 2]（ソルティー・シュガー）
4. 笑って許して（和田アキ子）
5. 水色の恋（天地真理）
6. 芽ばえ[注 2]（麻丘めぐみ）
7. 空に太陽がある限り[注 3]（にしきのあきら）
8. わたしの城下町（小柳ルミ子）
9. 他人の関係（金井克子）
10. 情熱の嵐[注 1]（西城秀樹）
11. 喝采[注 3]（ちあきなおみ）
12. ひなげしの花（アグネス・チャン）
13. 花嫁（はしだのりひことクライマックス）
14. 学生街の喫茶店（ガロ）
15. 理由<わけ>[注 2]（中条きよし）
16. せんせい（森昌子）
17. 男の子女の子（郷ひろみ）
18. 経験[注 1]（辺見マリ）
19. 太陽がくれた季節（青い三角定規）
20. 個人授業（フィンガー5）
21. 神田川（南こうせつとかぐや姫）
22. 襟裳岬（森進一）
23. ひと夏の経験[注 3]（山口百恵）
24. 年下の男の子[注 2]（キャンディーズ）
25. 私鉄沿線[注 2]（野口五郎）
26. わたしの青い鳥[注 2]（桜田淳子）
27. 夜空[注 2]（五木ひろし）
28. 港のヨーコ・ヨコハマ・ヨコスカ[注 1]（ダウン・タウン・ブギウギ・バンド）
29. 時の過ぎゆくままに（沢田研二）
30. センチメンタル（岩崎宏美）
31. ペッパー警部[注 2]（ピンク・レディー）
32. 失恋レストラン[注 2]（清水健太郎）
33. 勝手にシンドバッド[注 3]（サザンオールスターズ）
34. 時には娼婦のように（黒沢年男）
35. わたしの首領（）（石野真子）
36. 魅せられて[注 3]（ジュディ・オング）
37. 性（ツイスト）
38. 時代[5][注 2][注 3]（中島みゆき）

## 関連事項
- 寝台列車
- 夜行列車
- 特別急行列車